# ولاية خنشلة
ولاية خنشلة (بالأمازيغية: ⵜⴰⵎⵏⴰⴹⵜ ⵏ ⵅⴻⵏⵛⵍⴰ) هي ولاية في الشرق الشمالي الجزائري وبالتحديد في منطقة الاوراس, هي الولاية رقم 40 في التقسيم الإداري الجزائري ظهرت كولاية بعد تقسيم 1984 تتوسط  كلا من الشرق ولاية تبسة، ومن الشمال ولاية أم البواقي ومن الغرب ولاية باتنة، ومن الجنوب ولاية بسكرة وولاية الوادي (وادي سوف). يعتقد أن المدينة استمدت اسمها من اسم ابنة الملكة الأمازيغية ديهيا المعروفة عند العرب باسم الكاهنة.
تشتهر ولاية خنشلة بتراثها الشاوي العريق الغني وتعد ولاية خنشلة معقل الثورة الأول ويذكر أن غالبية سكان ولاية خنشلة هم أمازيغ (شاوية) واللهجات المستعملة في الولاية هي الشاوية والدارجة الجزائرية على الألسنة، التي يحرص سكانها على التمسك بالثوابت القومية غير المناقضة للشريعة الإسلامية من لغة وتقاليد وعادات.
تقع الولاية على علو 1200 متر عن سطح البحر، تتميز خنشلة بحماماتها المعدنية لدرجة أن الرومان المشهورين بحبهم للحمامات آنذاك، أقاموا العديد منها بالمنطقة، ومن أشهرها حمام الصالحين ببلدية الحامة الذي يستمد مياهه من نبع درجة حرارته 76°مئوية، وحمام لكنيف الواقع ببلدية بغاي عاصمة الكاهنة.
اليد العاملة في الولاية ارتفعت إلى نسبة 40% من عدد السكان الكلي. تتوزع كالآتي: 41 % في الزراعة، 10 % في الصناعة، 11 % في قطاع البناء، 38 % في قطاع الخدمات
تبعد بحوالي 600 كلم  عن العاصمة الجزائر، وتنقسم إلى 8 دوائر و 21 بلدية.

## السكان
| ذكور   | فئة عمرية     | إناث   |
| ------ | ------------- | ------ |
| 754    | 85 سنة وأكثر  | 652    |
| 1٬046  | 80 إلى 84 سنة | 918    |
| 2٬148  | 75 إلى 79 سنة | 1٬881  |
| 2٬577  | 70 إلى 74 سنة | 2٬531  |
| 3٬336  | 65 إلى 69 سنة | 3٬229  |
| 3٬370  | 60 إلى 64 سنة | 3٬394  |
| 6٬300  | 55 إلى 59 سنة | 5٬766  |
| 7٬465  | 50 إلى 54سنة  | 7٬487  |
| 8٬503  | 45 إلى 49 سنة | 9٬020  |
| 11٬073 | 40 إلى 44 سنة | 11٬092 |
| 11٬759 | 35 إلى 39 سنة | 12٬314 |
| 14٬489 | 30 إلى 34 سنة | 14٬857 |
| 19٬271 | 25 إلى 29 سنة | 19٬213 |
| 22٬221 | 20 إلى 24 سنة | 21٬599 |
| 22٬193 | 15 إلى 19 سنة | 21٬238 |
| 20٬531 | 10 إلى 14 سنة | 19٬801 |
| 18٬261 | 5 إلى 9 سنوات | 17٬350 |
| 20٬143 | 0 إلى 4 سنوات | 18٬757 |
| 62     | غير معروف     | 83     |

## الدوائر والبلديات

1. دائرة خنشلة•
2. دائرة بابار•
3. دائرة بوحمامة•
4. دائرة ششار•
5. دائرة الحامة•
6. دائرة قايس•
7. دائرة أولاد رشاش•
8. دائرة عين الطويلة

- المحمل
- عين الطويلة
- بابار
- بغاي
- بوحمامة
- شيليا
- ششار
- جلال
- الحامة
- الولجة
- أنسيغة
- قايس
- خنشلة
- خيران
- لمصارة
- متوسة
- أولاد رشاش
- رميلة
- طامزة
- يابوس
- تاوزيانت

## تاريخ الولاية
تتموقع ولاية خنشلة في قلب الاوراس، وتتميّز بتضاريسها الوعرة وبغزارة ثلوجها شتاء، والمناظر الخلّابة ربيعا وصيفا. يمتاز شعبها بالكرم والجود والإباء والأنفة. ويقطنها [الشاويّة] وهم ذوو أصول أمازيغيّة .
خـنشـلة قـبل الاحتلال الـرّومـانـي  :
وجــدت بالـموقــع الذي تحتـلّه حـاليـا خــنشـلة مدينـة عـرفـت فـي العــصـور القديمـة باسم " مـاســكـولا " « MASCULA » وهـذا مـا يـفيـدنـا بـه دليـل رحـلة أنطـونـينـوس أوغوســطوس "itinerarium antonini augusti " وكـتابـات رجـال الكـنيسـة أمـثال أوبـطـاتـوس الميـلي والأسقف أوغوسـطـينـوس وتأكّـده نـقـيشـة عـثـر عـلـيها فـي النّـصف الـثّانـي من القـرن المـاضـي يـتـجّـلى مـن خـلالـها أن مـاسـكولا كـانت فـي القـرن الـرّابـع تـابـعـة لـمقـاطـعـة نـومـيـديّـة القـسـنـطـينـيّة "Provinciae Numidiae Constantinae ". كـما عـرفـت المديـنة ابتداء مـن الـرّبـع الأخـيـر للـقرن الـسادس باسم مـاسـكولا تيـبـريـا "Mascula Tiberia" هـذا اللّقـب الذي حـصلت عـلـيه مـا بيـن سـنة 578 و 582 عـنـدمـا أُعـيـد بـنـاء أسوارها خـلال الـثّـورة الّتي تـزعـّمـها الـموريـون بـقيـادة : نلـكهم قـاسمول "Gasmul
ومـمّا تـجـدر الإشـارة إليـه أن التّـاريـخ القـديم لـخـنـشـلة " Mascula" ولا سـيما الفـتـرة الـسابـقة للاحتلال الـرّومـانـي لا يـزال مـجـهولًا، إلّا أنّ بعض الحوارات التي أجريت مع الدّكتور يحيى بوعزيز يؤكّد أنّ في تلك الفترة كانت خنشلة من أقوى الولايات النّوميدية حيث كانت تضمّ رجالا كبارا يوصفون آنذاك بالنّبلاء وهم عليّة القوم : أمراء جيوش وملّاك اقطاعيّين وهذا ما تدلّ عليه بعض النّقوش الحجريّة المكتشفة أخيرا حتّى أنّه في وقت من الأوقات كان يُخشى منها أن تنفصل لتكون دولة مستقلّة, كما أنّ أمراءها المعرفون في المنطقة بالرّيغة righat وهم أصلا منحدرون من قبائل الزناتة فكّروا عدّة مرّات بالخروج على مملكة النّوميديّين وكانت لهم مناوشات معها, إلّا أنّ حكمة بعض الأعيان حالت دون الانقسام لأن ثلث جيش نوميديا كان من قبائل الشاويّة المتعدّدة, ولا تزال سيرة الإنتماء إلى الجيش أساسيّة ومقدّسة في أبنائهم إلى اليوم, وعلى سبيل الذكر يذكر بعض علماء التاريخ أنّ مملكة واد ريغ المقامة في ورقلة في العصور السّابقة ماهي إلّا محاولة لبعض الأمراء الرّيغة في إنشاء مملكة مستقلة تجمعهم كعرق واحد ولكن للأسف لم تعمر طويلا،والقليل من الأمراءالباقون توجّهوا إلى مدينة مزلوق (قرب مدينة سطيف حاليا وأسّسوا مدينة كبيرة ولكن تحت السّلطة النّوميديّة دائما ولم يشقّوا عصى الطّاعة, ثمّ اّتّجهوا جنوبا إلى قصر الأبطال من نفس الولاية ولم يذكر التّاريخ عن هذه العائلات إلا القليل في بعض الكتب التّركية والفرنسيّة, وذُكرت منها بعض الألقاب مثل لقب : رزايميّة والّذي في الأصل هو ريزاميه rizamihe ولقب : درمان وهو في الأصل دورغومان dorgouman،ومنها أيضا عائلة الأمراء المنقرضة والتي كانت تفرّ بجلدها من بلد إلى بلد, والّتي كان منها أمراء الجيوش.وأقسم الشّاوية بأن ينصّبوا قائدها ملكاعليهم إن أسّسوا مملكة، قائد هذه العائلة هو المسمّى فريدهان ألقاتهن al-leggathhen vridhanne ,وتلقّب هذه العائلة حاليًّا ب  «لقاط» وهم ينتشرون بين سطيف وبرج بوعريريج أين انتهى فرار الأجداد بهم،-كما أنّ فرنسا إبّان سنوات تدميرها للجزائر. كان للجنرال سالان وهو أحد الانقلابيّين منجّم, يرافقه دوما كما هو حال السياسيّين، حذّره هذا الأخير بأنّ مجد نوميديا سيعود على يد ابن لفريدهان يسمّى باسم كاسمه, ولقب كلقبه, يضمّ كل شمال إفريقا بالقوّة, ملكه يدوم أربعين عاما, يُخضع فيها البحر الأبيض بأكمله. يظهر حين يكثر الدّم في الهضاب العليا، صفته كجدّه عصبي, يتعصّب لرأيه ويميل للمواجهة مع الخصوم, وفيّ لبلده وفاء منقطع  النّظير, يدعمه جنرال مثلك يتهم بقتل النّاس وحكم البلاد من وراء السّتار يتقابلان لقدر معلوم, لأنّ بداية تمرّسهما في السياسة تكون من الشّرق من مملكة السّنوسيّين, سيكون له بمثابة الأب ويمكّنه ويعينه على الحكم، يرعاه كولد له ويترك البلاد بين يديه قبل أن يموت. سالان حينما سمع هذا الكلام قال ليتني كنت أنا هو - اقرؤوا مذكرات ابنت سالان-.ومع هذه الأطروحة أو الفرضيّة الّتي تتكلّم عن عودة الأمير القيصر البربري والّتي نتمنّا أن تكون صحيحة ونتمسك بها كأمل إلا أنّنا في حقيقة الواقع سرعان ما نصطدم بفراغ كبير في المادّة التّاريخيّة حول الفترة الفاصلة بين العصور القديمة وبداية الاحتلال الرّوماني، هذا الفراغ الّذي يعود إلى عدم اهتمام الكتّاب القدامى والباحثين بـهذه الـمرحـلة الـتّاريـخـيّـة الهـامّـة مـن تـاريـخـنا الـوطــني المعـروفـة بـعهـد الممـالـك المـسـتـقـلّـة حـيـن كـانت السـّيادة الـنّومـيديـة واللّـوريـة قـد فـرضـت تـواجـدهـا عـلى الـسّاحـة الدّولـيّة، بـحـيـث أنّ الكـتّاب القـدامى الّذيـن كـتـبوا عـن بـلاد المـغـرب القـديـم مـثل الباحـثـين
اهتمّوا بالدّرجـة الأولـى بالأحـداث الّتي لـها عـلاقـة بالتـّاريـخ الـرّومـانـي.هـذا وارتكب الباحـثـون الّذيـن قـامـوا بالتّقنـينات فـي القـرن المـاضـي سـواء عـمدا (ربما خوفا من أن تشيع الأسطورة فتحيا فينا النخوة النوميدية)أو بـدون قصد، وكلاهما جـريـمة فـي حـقّ الـتّاريـخ المحـلّي،وذلك بإهـمالـهم لـكلّ مـا هـو غـير رومـانـي، مـمّا جـعـل البـقايا الأثـريـّة الدّالـة عـلى وجـود حـضارة محـلـيّة بالكـثـير مـن المـواقــع الأثـريّـة عـرضـة للنّهب والظّـياع.وتـسـبّب فـي وجـود هذه الحـلقـة المـفرغـة التي تـعانـي مـنها، وكـانت خـنشـلة مـثـلـها مـثل الكـثـير من المدن الجـزائـريّـة انتقلت مـباشـرة مـن العـصور الحجـريّـة إلـى العـهد الـرومـانـي، وهـذا يتــنـافـى تـماما مـع المنـطق الـتّاريـخي الـقائـم عـلى التّـواصـل الحـضاري للـشـّعوب.

### الاحتلال الروماني

ضـريـح سـدياس

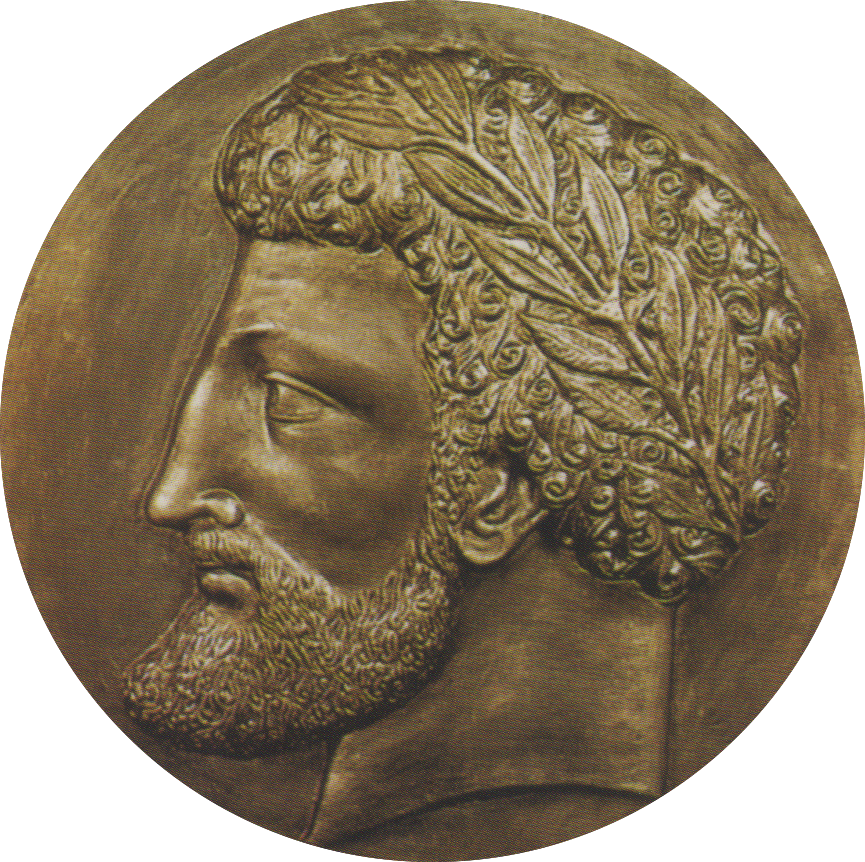
الملك ماسينيسا

يجد المؤرخ المتخصص في تاريخ بلاد المغرب القديم نفسه مجبرا أمام غياب المعطيات المادية والأدبية المتعلقة بتاريخ خنشلة في العهد النوميدي  الا ما ورد ذكره في السابق وشح المعلومات حال دون التطرق لتلك المرحلة بئسهاب. أما المعطيات المتوفرة في الوقت الحاضر فهي تساعد نوعا ما على تسليط الضوء على التطورات التي عرفتها المدينة ابتداء من القرن الأول الميلادي بعد خضوعها للاحتلال الروماني. ولعل سؤال يتبادر الذهن في هذا السياق يكون حول تاريخ وكيفية احتلال ماسكولا أدرجت هذه الأخيرة ضمن برنامج الرومنة الإدارية للمدن يمنحها رتبة بلدية "Municipal" أم أن سلطات الاحتلال أقامت فيها البداية مركزا عسكريا لم يلبث أن تطور وتحول إلى مدينة مثلما حدث على سبيل المثال بسور الغزلان "Auzia " وعين تموشنت "Albulae" وغيرها. وما هي العوامل التي عجلت احتلالها ؟
حيـن نبحـث عـن العـوامـل التي عجـلت باحتلال مـاسكـولا نجـد أنها تكمن بالـدرجـة الأولى فـي الأهمية الإستراتيجية لمـوقعـهـا الجيـوسيـاسـي. فهـي بحكـم مـوقعهـا الجغـرافـي تسيـطر عـلى ممـر عـرضـه حـوالـي ثـلاثـون كـيلـومـتـر يفصـل جبـال الأوراس عـن النمـامشـة، يبعـد بيـن الممـرات الرئيسيـة المـؤديـة للصـحـراء بـاعتبـاره الطـريـق المبـاشـر الذي يـربـط منطقـة وادي سـوف بـقـسـنـطيـنـة عـبـر الـفـيـد ووادي العـرب، وبالتـالي هـو بمـثابـة حـلـقة وصل بـين الـشـمال والجـنوب. كـما أنـه طريـق تنقـلات الرحـل الـقادميـن من الجـنوب نحـو السـهـول الـعلـيـا الزراعيـة، هذه الـتنـقـلات الـتي قـد تســبب أحيـانا في النـزاعـات التـي تـظـهر بـيـن الـرحــل والـمزارعيـن مـثلـما تـسـهـل تحالـفـهم للـتـصـدي للـتوغـل الـرومـانـي نحـو أراضـيهـم ومـراعيـهـم وهـنا تـكـمـن خطورتــه هذه الخـطورة الـتي جـعلـت الـرومـان يـسـرعـون إلـى احتلاله حـتـى يـتســنى لـهـم مـراقـبــة تحركـات الرحـل وتجـنـب أي تحالـف قـد يـظهـر بيـنهـم وبـيـن المـزارعـيـن وفـي نـفـس الوقـت يـساعـدهـم عـلـى الـتـدخـل للـقضـاء علـى الاضطرابات التي تحـدثـها هـذه الـقـبائـل وتـمـنع انتشارها بالـمناطـق الـمجاورة لـها الـتي كانـت قـد خضعـت مـنذ وقـت مبـكـر للهيـمنـة الـرومانيـة ولا ننـســى الإغـراء الـمادي المتـمثــل فـي الأراضـي الـخـصبــة بنـوعـيـهـا الـزراعيـة والمـراعـي الـتــي تهافـت عليـهـا الرومـان والتـي أكتسحها الضـيـاع الكبـرى والمـزارع التـي أستحوذ علـيـهـا الرومـان والتـي تـدلـنـا عـليهـا المخـلـفـات المـاديــة والنـقـاش التـي وجـدت فـيهـا.
أما فيما يتعلـق بـتاريـخ احتلالها فإن قلـة النقـاش التـي وجـدت بخنشلــة مقـارنـة بلامبيـز وتيمقـاد وعدم دقـتـها لا تساعد علـى تحـديـد تاريـخ دقيـق لاحتلالها ولا علـى إزالـة الغمـوض الذي يكتـنــف الـفتـرة السابـقـة لظهـور البلـديـة ففـي هـذا الصـدد يفـترض ماسـكولاي "Masqueray " أن ماسكـولا كانت فـي البدايـة مثـل جارتهـا عيـن الـزوي " Vazaiui " مركـزا عـسكريـا لـفيـلـق اللـوزيـتـانـيـيـن الســابـع.
وهـذا الرأي تـوصـل إلـيه استنادا إلـى نقـيـشــة إلـى انـجاز هـذا الفـيـلق لبـعـض الأشـغال بـماسـكولا لا يـجـهل نـوعـها، غـيـر أنـه يـصـعـب معرفة حقيقة هـذا التـواجـد أن كـان دائـمـا أو مـؤقـتا، بل يـجـهل إن كـان هـذا الفـيـلق قـد عـسـكر فـعـلا بـهذا المـوقـع، فلعله كان معسكرا بإحـدى المـراكـز
المجـاورة لـه خـلال فـتـرات يـجـهـل تـاريـخـها،كـما أن عـدم تـضـمـن النقيشـة أيـة إشـارة تـساعـد عـلة تأريـخـها لا تــسـمح بالتأكـد إن كـانت تـلك الأشـغال قـد أنـجـزت فـي تـلـك الفـتـرة أم بـعد ذلك إمـا فـي القـرن الـثانـي أو الـثالـث.
ودائـما فـي هـذا السـياق، يـعتـقد كـانـيا " R.Cagnat " بـوجـود مـركـز عـسـكـري بـماسـكـولا، يـرجـعـه استنادا إلى النقـيشـة المسـجـلة فـي المـجـلد الـثامن مـن سـجـل الـنقـوش اللاتينية تـحـت رقـم 17725 إلـى الفـتـرة الـسابـقـة لـتـربـع فـيسـبا سيـانـوس عـلى عـرش الإمـبراطـوريـة، كـما تـسـتند عـلـيـها راشـت " M.Rachet " حـين تنـسـب تأسـيس مـاسـكولا لـسـنة 76 فــلاندري عـلى أي أسـاس تـم الاستناد عـلى هـذه النقـيشــة لتـحديد تـاريـخ تـأسـيس المديـنة طـالـما لـم يـعـثـر عـلـيها فـي خنشلة، بـل وجـدت بـخـمام الصـالحـين " Aquae Flavianae "، أـما بـخـصـوص الـنصـب الـجـنائـزي لـفــلافـيـوس بيتـوس " Flavieus Bitus " أحـد فـرسـان فـلق الــتراقـيـن الـثانـي، فـهو يـنـتمـي فـعـلا لـعـهد الأبـاطـرة الفـلافـييـن، لـكـنه حـسـب النقـيـشـة لـم يـسـتـقر بمـاسـكـولا إلا بـعـد تـسـريـحـة مـن الخـدمـة العـسـكـريـة، وهـذا مـا جـعـل لـوبـواك "Y.Le Bohecc" لا يعـتـبـره دلـيـلا مقـنعـا عـلى خـضـوع هـذه الأخيرة للاحتلال الرومـانـي فـي تـلـك الفـتـرة.
إن افتقادنا للمـعـطـيات الـتي تـؤكـد أو تنـفـي وجـود مـركـز عـسكري بـهذا المـوقـع قـبل ظـهـور المديـنـة،يـجـعـلـنا نطرح احتمالين، أولـهـما يـؤيـد فـكـرة وجـوده، أمـا الـثانـي وهـو الاحتمال الأرجـح أن الـرومـان أسـسـوا فـعلا مـركـزا عـسـكـريـا بالمنـطقـة سـنة 76 لـكن لـم يـكن بـماسـكولا وإنـما بـحـمام الصـالحـيـن التي تبـعـد عـنـها بـحـوالـي : 03 كـلم، والتي أدرجـت فيـما بـعد ضـمـن إطارهـا الجـغـرافي، هـذا المـركـز الذي ربـما أدى فـيـه فـلافـيـوس بيـتـوس الخـدمـة العـسـكـريـة ولعـل مـا يدعـم هـذا الرأي هـو وجـود نقـيـشـة لـقائـد فـيـلق الـتراقـييـن الـثانـي بـهذا المـركـز، ولـما نفذت مـدة خـدمـة فـلافـيـوس بيـتـوس فـي صـفوف الجـيـش، انتقل هـو وغـيـره مـن الـجــند إلـى مـاسـكولا
التي ربـما آنذاك قـريـة صـغـيـرة للـعـيـش فـيـها، ثـم تـوافـدت عـليـها عـناصـر بشـريـة من الضـواحـي، وما إن ـحـل القـرن الثانـي حـتـى كـانت القـريـة قـد تـطـورت وحـلـت مـحـلـها المديـنـة.، تعتبر مهد الثورة الجزائرية المجيدة.حيث يشهد لها التاريخ من خلال ابنائها الذين قدمو النفس والنفيس من أجل الوطن، وعلى راسهم اب الثورة  عباس لغرور.

## التعليم الجامعي
تضم هذه الولاية العديد من الجامعات ومؤسسات التعليم الجامعي، منها:
- جامعة خنشلة [3]

## السياحة
من أهم السياحات في ولاية خنشلة :

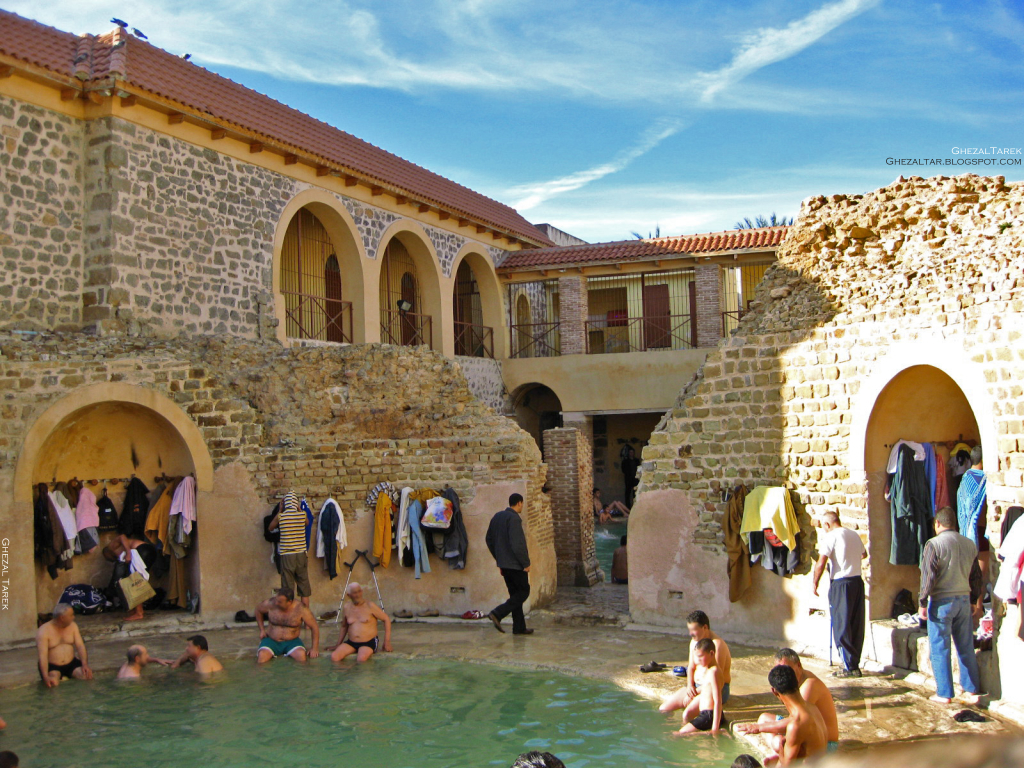
حمام الصالحين

- قصر بغاي ويوجد فيه قصر الكاهنة «ديهيا» قبل الفتح الإسلامي
- نجد فيها بعض الاثار الرومانية كحمام الصالحين وظريح سيد ياس الذان يعدان من ابرز اعلام هذه الولاية.
- جبال شلية المثلجة في الشتاء.
- بحيرة الرميلة.
- صحراء النمامشة و هي صحراء خلابة متنوعة غنية بالغزلان و الاروي أي الكبش البري البربري الذي يستقطب الامراء الخليجيين للصيد  و النزهة و تقع هذه الصحراء جنوب الولاية بين بلديتي المحمل و بابار و كذا اولاد رشاش
- قصر الجازية باولاد عزالدين ببلدية المحمل و آثار بالرومي بارياف عالية تابعة لبلدية المحمل
- بحيرة الشط اولاد بوعلي التي هي محطة للطيور المهاجرة و أنواع كثيرة من الطيور النادرة و هناك هيئات عالمية و بيئية تتابع هذه البحيرة و ما تحتويه من طيور و مدى تطور أو تغير البحيرة و تقع شرق  مركز بلدية المحمل بحوالي 4كلم
- واد تابردقا الذي هو شق اخضر سيار بماء تروي بساتين تنزل من التل إلى الصحراء بمسافة تقارب 100 كلم غني بمناظر رائعة و خلابة تتزاوج فيه التلال بالصحراء

## الزراعة
إن ولاية خنشلة التي تقع في منطقة الأوراس وذات امتداد سهبي قريب من الصحراء تتميز باقتصاد زراعي وغابي ورعوي وابرز المناطق الزراعية تقع في بلدية بغاي عاصمة الكاهنة في حين أن النشاطات الصناعية والخدماتية لا تساهم إلا بنسبة ضئيلة جدا في إحداث الثروة ومناصب شغل.
وتقدر المساحة الزراعية الإجمالية بأزيد من 964.000 هكتار منها حوالي 232.000 هكتار صالحة للزراعة منها 30.000 هكتار كمساحة مسقية.
وتتشكل الأملاك الغابية لولاية خنشلة من أزيد من 145.000 هكتار من الغابات أي بنسبة 15 بالمائة و 42.000 هكتار من الحلفاء.
وتبذل حاليا جهود من أجل تجديد المساحات الغابية وتثمين القدرات الخاصة بالثروات الغابية ودفع نشاط إنتاج الحلفاء.
..

## الجبال

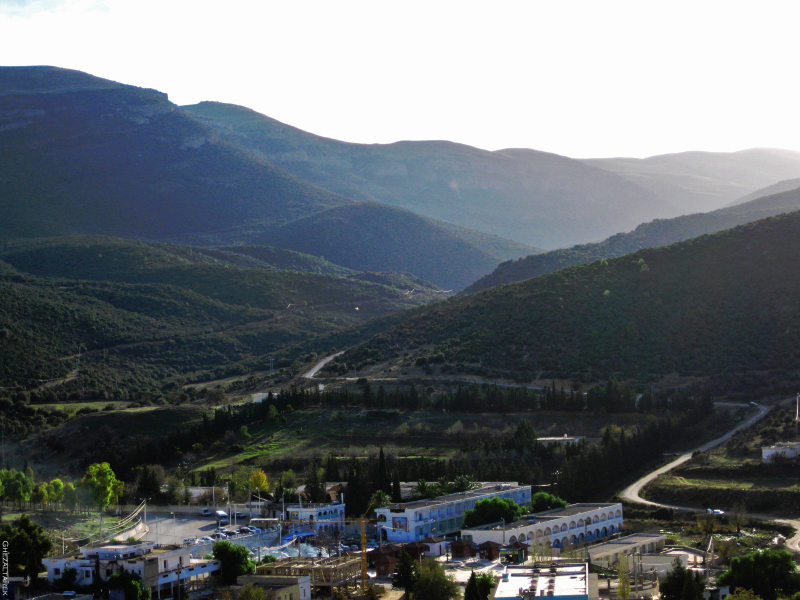
إيذورار لاوراس

جبال الأوراس هي جبال عالية القمة تقع كل من ولاية خنشلة وباتنة في الجزائر وأعلى قمة بها هي قمة لال كلثوم في جبل شيلية يبلغ ارتفاعة حوالي 2328 م التي تقع في لاية خنشلة بالتحديد ببوحمامة تدير ها مديرية الغابات ولاية خنشلة كما يصنف جبل الاوراس من أكبر الجبال في المغرب. الاوراس ام الجزائر كان في الثورة معقل لثور والمجاهدين وتاريخ الجزائر الحديث والقديم مرتبط بهدا الإقليم.ففيه قبر ماسينسا وقصر الملكة دهيا(الكاهنة)ملكة الأمازيغ قبل الفتح الإسلامي لشمال أفريقيا

### النقل و المواصلات
تعتبر شبكة النقل البري عاملا مهما في ترقية السياحة بالمنطقة إذ تعتبر رابطا بين السائح و المواقع السياحية المراد زيارتها، و تحضى ولاية خنشلة بشبكة نقل لا بأس بها يبلغ إجمالي طولها 271 كلم طرق وطنية ، 457 كلم ولائية، 1160 كلم بلدية.
1/ الخطوط الوطنية :
 تمر بالولاية عدد من الخطوط الوطنية و خاصة بإتجاه (العاصمة، باتنة، تبسة، أم البواقي، قسنطينة، عين البيضاء، عنابة) و تعتبر الطرق ذات أهمية كبيرة في تطوير اقتصاد الولاية.
2/ الخطوط المحلية:
 في ولاية خنشلة شبكة طرق تربط بين مختلف البلديات و من أكثر الطرق كثافة (خنشلة – قايس)، (خنشلة – أولاد رشاش)، (خنشلة – عين الطويلة)، (خنشلة – الحامة)،(بوحمامة– قايس)، (يابوس– قايس)، (تاوزيانت– قايس).
3/أما فيما يتعلق بالنقل الجوي فلا نجد أي مطار على تراب الولاية.

## وصلات خارجية
- خبار بلادي.. الجزائر.. ولاية خنشلة